# Robert Seamans

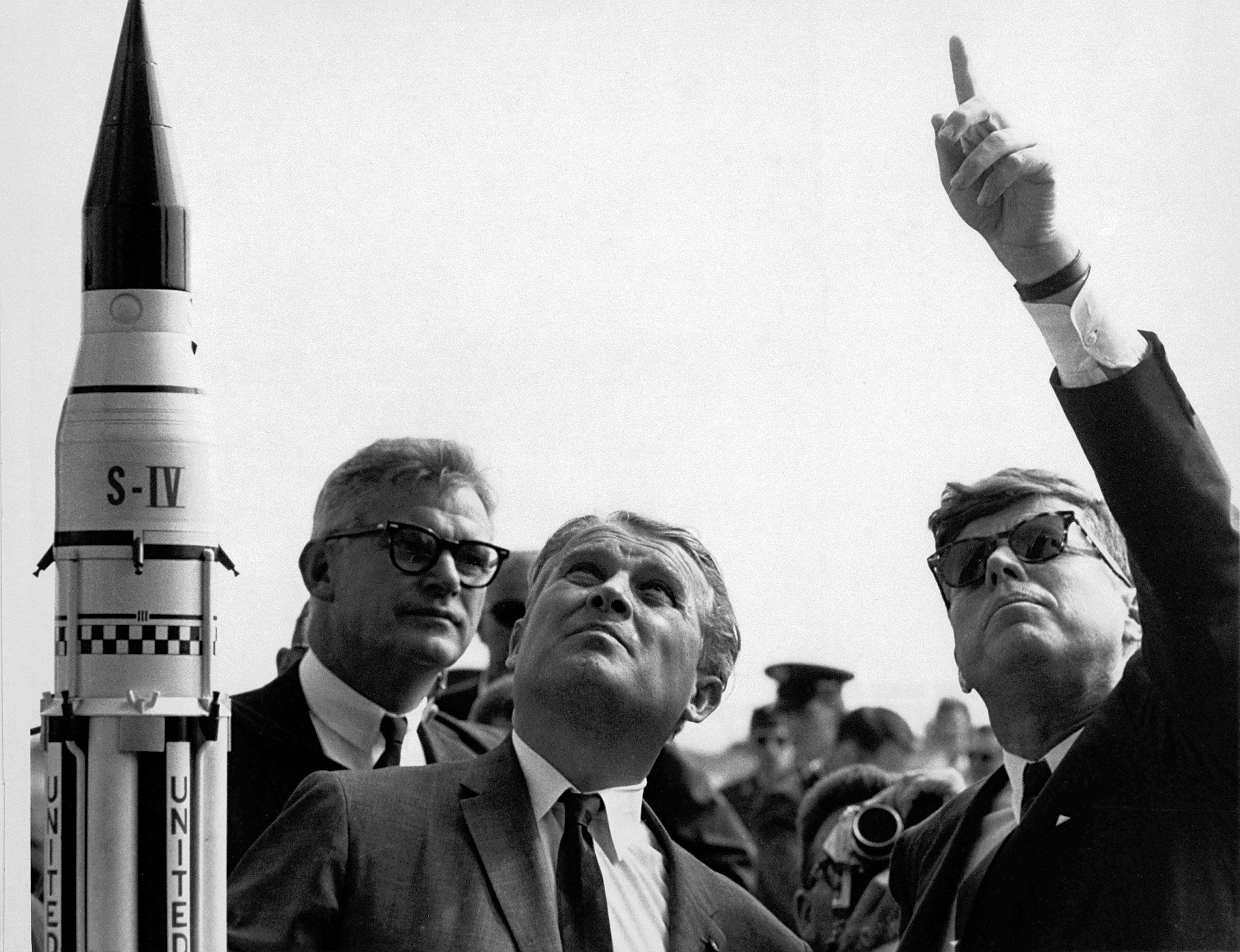
Robert Seamans (links) mit Wernher von Braun und Präsident John F. Kennedy am 16. November 1963 auf der Cape Canaveral Air Force Station

Robert Channing Seamans, Jr. (* 30. Oktober 1918 in Salem, Massachusetts; † 28. Juni 2008) war ein US-amerikanischer Politiker, der sowohl stellvertretender Administrator der National Aeronautics and Space Administration (NASA) als auch United States Secretary of the Air Force war.

## Leben
Nach dem Besuch der Schule in Lenow studierte er Ingenieurwissenschaften an der Harvard University und schloss dieses Studium 1939 mit einem Bachelor of Science (B.S. Engineering) ab. Ein anschließendes postgraduales Studium der Aeronautik am Massachusetts Institute of Technology (MIT) beendete er 1942 mit einem Master of Science (M.S. Aeronautics).
Anschließend beschäftigte er sich überwiegend mit Lenkflugkörpern und Aeronautik und war zunächst zwischen 1941 und 1955 Dozent, Assistenzprofessor sowie Associate Professor an der Abteilung für aeronautische Ingenieurwissenschaften am MIT und Projektmanager im Labor für Automatisierungstechnik des MIT. Während dieser Zeit erwarb er 1951 auch einen Doctor of Science im Fach Automatisierungstechnik am MIT. Zuletzt war er Chefingenieur des Project Meteor und dann Direktor des Flugkontrolllaboratoriums.
Daneben war Seamans zwischen 1948 und 1959 Mitarbeiter verschiedener technischer Ausschüsse des National Advisory Committee for Aeronautics (NACA), der Vorläuferorganisation der NASA. 1955 wechselte er zur Radio Corporation of America (RCA) und war dort nicht nur Leiter des Labors für Luftfahrtsysteme, sondern auch Chefsystemingenieur der Abteilung für Luftfahrtsysteme. 1958 wurde er Chefingenieur der Hauptabteilung für Lenkflugkörperelektronik und -kontrolle von RCA in Burlington. Neben dieser Tätigkeit war er von 1957 bis 1959 zunächst Berater und danach von 1959 bis 1962 Mitglied des Wissenschaftsrates der US Force.
1960 trat er in den Dienst der National Aeronautics and Space Administration (NASA) und war dort zuerst Beigeordneter Administrator (Associate Administrator) und als solcher verantwortlich für Forschungs- und Entwicklungsprogramme, Feldlabors, Montage- und Startrampenanlagen sowie einem weltweiten Netzwerk von Verfolgungsstationen. Neben dieser Tätigkeit war er zwischen 1962 und 1967 beigeordneter Berater des Wissenschaftsrates der US Air Force.
Vom 21. Dezember 1965 bis zum 5. Januar 1968 war Seamans stellvertretender Administrator der NASA und behielt auch in dieser Funktion zahlreiche seiner vorherigen Verwaltungsaufgaben. Zugleich war er von 1966 bis 1969 US-Vertreter in der Beratungsgruppe für Raumfahrtforschung und -entwicklung der NATO.
Nach seinem Ausscheiden bei der NASA wurde er im März 1968 zuerst Gastprofessor am MIT, ehe er dort im Juli 1968 die Jerome Clarke Hunsaker-Professur übernahm.
Am 15. Februar 1969 berief ihn US-Präsident Richard Nixon zum Secretary of the Air Force. Dieses Amt bekleidete er bis Mai 1973.
Danach war er zunächst zwischen Mai 1973 und Dezember 1974 Präsident der National Academy of Engineering (NAE), ehe er Administrator der neuen Energy Research and Development Administration (ERDA) wurde. Kurz vor deren Auflösung am 1. Oktober 1977 kehrte er als Professor an das MIT zurück und war zwischen 1978 und 1981 Dekan der dortigen Ingenieurwissenschaftlichen Fakultät (MIT School of Engineering). Danach wurde er zum Vorsitzenden des Kuratoriums von The Aerospace Corporation gewählt.

## Ehrungen und Auszeichnungen
Robert Seamans engagierte sich außerdem in zahlreichen Organisationen wie der wissenschaftlichen Vereinigung Sigma Xi, American Association for the Advancement of Science (AAAS), American Astronautical Society (AAS), American Society for Public Administration (ASPA), American Academy of Arts and Sciences (Mitglied seit 1964), American Philosophical Society (Mitglied seit 1975), National Space Club, Foreign Policy Association, National Academy of Engineering (NAE), International Academy of Astronautics (IAA) sowie dem American Institute of Aeronautics and Astronautics (AIAA). Außerdem war er Mitglied des Aufsichtsrates der Harvard University.
Für seine wissenschaftlichen und politische Verdienste wurde er mehrfach ausgezeichnet und erhielt unter anderem die Preise Naval Ordnance Development Award (1945), Lawrence Sperry Award der AIAA (1951), Godfrey L. Cabot Aviation Award des Royal Aero Club (1965), Dr. Robert H. Goddard Memorial Trophy (1968) sowie zwei Mal die NASA Distinguished Service Medal (1965 und 1969). Nachdem er im Juli 1969 Ehren-Fellow des AIAA, Fellow der AAS und Trustee der National Geographic Society wurde, wurde er im Januar 1970 außerdem Fellow des Institute of Electrical and Electronics Engineers (IEEE) in Anerkennung „für seine Leistungen in der Anwendung der Elektronik bei Führungs- und Kontrollproblemen und für die Lenkung von Raumfahrtprogrammen“.
Des Weiteren erhielt er Ehrendoktorwürden des Rollins College, der New York University sowie der Norwich University.

## Veröffentlichungen
- Aiming At Targets. The autobiography of Robert C. Seamans, Jr., 1996
- Project Apollo. The Tough Decisions, Monographs in Aerospace History No. 37, 2005[1]